# Raionul Novovoronțovka, Herson
Novovoronțovka (în ucraineană Нововоронцовський район, transliterat: Novovoronțovskîi raion) este un raion în regiunea Herson, Ucraina. Reședința sa este așezarea de tip urban Novovoronțovka.

## Demografie
Componența lingvistică a raionului Novovoronțovka
     Ucraineană (95,6%)
     Rusă (3,76%)
     Alte limbi (0,33%)
Conform recensământului din 2001, majoritatea populației raionului Novovoronțovka era vorbitoare de ucraineană (95,6%), existând în minoritate și vorbitori de rusă (3,76%).